# Den andras plats
Den andras plats (spanska: El lugar de la otra) är en chilensk historisk dramafilm från 2024, regisserad av Maite Alberdi efter ett manus skrivet av Alberdi tillsammans med Inés Bortagaray och Paloma Salas. Filmen är baserad på verkliga händelser och bygger på en roman av Alia Trabucco Zerán. Filmen hade premiär på strömningstjänsten Netflix den 11 oktober 2024.

## Handling
Filmen utspelar sig 1955 i Chile och kretsar kring den chilenska författaren María Carolina Geel som mördar sin älskare, och blir förälskad i aktuarien Mercedes som arbetar på försvarets sida.

## Rollista (i urval)
- Elisa Zulueta – Mercedes
- Francisca Lewin
- Marcial Tagle